# Deutscher Lotto- und Totoblock

Logo von Lotto in Deutschland

Der Deutsche Lotto- und Totoblock ist eine Vereinigung der Lottogesellschaften der Bundesländer zur Veranstaltung von Glücksspielen. Mit Hilfe des Blocks sind beispielsweise einheitliche Gewinnzahlen und Quoten vereinbart worden. Bundesweit existieren rund 25.000 Annahmestellen.
Zu den Produkten der Gesellschaften gehören unter anderem Lotto, Oddset, Glücksspirale, Toto, Keno sowie das 2003 eingestellte Rennquintett.

## Geschichte
Begonnen hat es mit dem Totoblock 1948. Anfang der 1950er Jahre bildeten sich mit dem Nord-Süd-Block (Berlin, Bremen, Hamburg, Schleswig-Holstein, Niedersachsen und Bayern) und dem Süd-West-Block (Nordrhein-Westfalen, Hessen, Baden-Württemberg und Rheinland-Pfalz) zwei Blöcke, die sich am 11. November 1956 zum Deutschen Totoblock zusammenfügten.
Lotto „6 aus 49“ begann am 9. Oktober 1955 in den Ländern Hamburg, Nordrhein-Westfalen,
Schleswig-Holstein und Bayern. Die anderen Länder kamen nach und nach dazu: Bremen ab dem 13. Mai 1956, Niedersachsen ab dem 10. Juni 1956, Hessen ab dem 2. September 1956, Rheinland-Pfalz ab dem 2. Dezember 1956, Saarland ab dem 6. Januar 1957, Baden-Württemberg ab dem 13. April 1958, Berlin ab dem 4. Oktober 1959. So entstand der Lotto-Part.
Der erste Blockvertrag trat am 1. Oktober 1962 in Kraft und regelte unter anderem die Ziehung der Gewinnzahlen und die Poolung der Umsätze und Gewinne, um einheitliche Quoten ermitteln zu können.
Am 1. Juli 1974 wurden Toto und Lotto zum Deutschen Lotto- und Totoblock zusammengeführt. Der Höchstgewinn betrug damals 1,5 Millionen Mark.
Die neuen Bundesländer folgten 1992.
2013 betrug der Umsatz der Unternehmen 7 Milliarden Euro.
Die einzelnen Landesgesellschaften fungieren – mit Ausnahme Bayerns, Berlins und Thüringens – in der Rechtsform als GmbH. Das jeweilige Bundesland ist alleiniger Anteilseigner oder Mehrheitseigner zusammen mit Landessportverbänden.
2020 erwirtschaftete der Deutsche Lotto- und Totoblock einen Umsatz von 7,9 Milliarden Euro.

## Auszeichnungen
- 2015: Preis Pro Ehrenamt des DOSB[4]

## Landesgesellschaften
- Baden-Württemberg: Staatliche Toto-Lotto GmbH Baden-Württemberg, Stuttgart
- Bayern: Staatliche Lotterie- und Spielbankverwaltung, München
- Berlin: Deutsche Klassenlotterie Berlin (DKLB), Berlin
- Brandenburg: Land Brandenburg Lotto GmbH, Potsdam
- Bremen: Bremer Toto und Lotto GmbH, Bremen
- Hamburg: Lotto Hamburg GmbH, Hamburg
- Hessen: Lotto Hessen GmbH, Wiesbaden
- Mecklenburg-Vorpommern: Verwaltungsgesellschaft Lotto und Toto in Mecklenburg-Vorpommern mbH, Rostock
- Niedersachsen: Toto-Lotto Niedersachsen GmbH, Hannover
- Nordrhein-Westfalen: Westdeutsche Lotterie GmbH & Co. OHG, Münster
- Rheinland-Pfalz: Lotto Rheinland-Pfalz GmbH, Koblenz
- Saarland: Saarland-Sporttoto GmbH, Saarbrücken
- Sachsen: Sächsische Lotto-GmbH, Leipzig
- Sachsen-Anhalt: Lotto-Toto GmbH Sachsen-Anhalt, Magdeburg
- Schleswig-Holstein: NordwestLotto Schleswig-Holstein, Kiel
- Thüringen: Thüringer Staatslotterie, Suhl (bis 31. Dezember 2019 Lotterie-Treuhandgesellschaft mbH Thüringen)

Nach drei Jahren wird die Federführung durch eine Landesgesellschaft gewechselt.

## Kritik
Dauerte eine Ziehung vor laufender Kamera zu lange, so wurde die Einstellung einfach mit neuem Ausgang wiederholt. Dauerscheine der treuesten Tipper wurden von Sonderverlosungen ausgeschlossen, um Arbeit zu sparen. Funktionäre des Lotto genossen Fernreisen, hohe Gehälter und üppige Abfindungen. Gegen das Sparsamkeitsgebot wurde auch bei der Ausstattung der Gebäude verstoßen und zahlreiche Kunstwerke mit den Überschüssen erworben. Bis 1992 wurden für die Glücksspirale nur Lose mit der Anfangsziffer 0 bis 5 verkauft, wodurch die Anfangsziffern 6 bis 9 automatisch zu Nieten wurden. Wenn nicht ausreichend Sachgewinne für alle 16 Lottogesellschaften bereitstehen, wird eine Vorausziehung vorgenommen, bei der die Sachpreise zunächst zwischen den Lotto-Zentralen intern verlost werden. Da verlockend hohe Jackpots erfahrungsgemäß den Umsatz in die Höhe trieben, wurde das System der Superzahl erfunden und damit die Wahrscheinlichkeit für den Hauptgewinn weiter verringert.

## Lobbyismus
Das Unternehmen hat Beraterverträge mit ehemaligen Politikern wie Ole von Beust, bis 2010 Erster Bürgermeister der Freien und Hansestadt Hamburg, geschlossen. Seit 2020 berät auch Kristina Schröder, bis 2013 Bundesministerin für Familie, Senioren, Frauen und Jugend, das Unternehmen.